# Калуца, Теодор
Теодо́р Франц Эдуа́рд Калу́ца (нем. Theodor Franz Eduard Kaluza; 9 ноября 1885, Ратибор — 19 января 1954, Гёттинген) — немецкий учёный, предложивший ввести в математическую физику пятое измерение, послужившее основой для теории Калуцы — Клейна.

## Биография
Калуца родился в маленьком силезском городе Ратибор, принадлежавшем тогда Германии (ныне — польский Рацибуж в 80 км к юго-западу от Катовице).
Отец Калуцы был известным лингвистом, чьи работы по фонетике немецкого языка и по анализу стихов Чосера пользовались большой популярностью у современников. Благодаря влиянию отца, Калуца стал редким знатоком лингвистики, изучив 15 языков, включая иврит, арабский, венгерский и литовский. На всю жизнь у него сохранился интерес к языкам, литературе и философии.
В 18 лет Калуца поехал учиться в Кёнигсберг, город Канта. В Кёнигсбергском университете, гордившемся своей математической школой, Калуца проучился на математическом факультете с 1903 по 1908 год. В 1909 году он защитил докторскую диссертацию по теме преобразований Чирнгауза и получил пост приват-доцента.
В апреле 1919 года Калуце удалось посредством введения «свёрнутого» пятого измерения доказать возможность объединить уравнения электромагнетизма и гравитации в обычном 4-мерном пространстве.
Кроме теории пятимерного пространства и общей теории относительности, Калуца публиковал статьи как по чистой математике, так и по вопросам математической физики; он занимался построениями моделей атомного ядра и общими вопросами энергетики. В 1929 году Калуца получил пост профессора в Киле. В 1933 году он получил ставку профессора в Гёттингене, где проработал до смерти. Калуца скоропостижно скончался 19 января 1954 года, за два месяца до получения звания «профессор-эмеритус».

## Теория Калуцы — Клейна
В 1918 году немецкий математик Герман Вейль предпринял попытку создать первую единую теорию поля, или теорию всего, в которой электромагнитное и гравитационное поля являлись бы геометрическими свойствами пространства-времени. Математически и эстетически эта теория была настолько элегантна, что Эйнштейн сразу же увлёкся ею. Тем не менее, в том же году выяснилось, что в этой теории были существенные пробелы. Пленённый красотой идей Вейля, Калуца решился предложить свой оригинальный подход к единой теории поля. В апреле 1919 года Калуце удалось посредством введения «свернувшегося» пятого измерения доказать возможность объединить уравнения электромагнетизма и гравитации в обычном 4-мерном пространстве. Таким образом, Калуца пришел к выводу, что в 5-мерном пространстве гравитация и электромагнетизм едины. Калуца изложил свою теорию в письме к Эйнштейну, и тот посоветовал ему продолжить занятия этой темой.
У Калуцы не было никаких доказательств того, что мир является 5-мерным, но инстинкт подсказывал Эйнштейну, что красота его математических выкладок могла свидетельствовать об их верности. В конце концов, Эйнштейн подал статью Калуцы (нем. Zum Unitätsproblem der Physik) в Прусскую академию наук в 1921 году и сам опубликовал работу о 5-мерном методе. Современники отнеслись к теории Калуцы как к математическому упражнению, лишённому физического смысла. Вскоре и Эйнштейну пришлось разочароваться в этой теории, потому что электрону в ней места не нашлось. В 1926 году теория Калуцы была расширена шведским физиком Оскаром Клейном и стала известна под названием теории Калуцы — Клейна. Эйнштейн вернулся к ней в 1930 году, но и на сей раз его попытки создать теорию всего оказались безуспешными.
Большинство физиков скептически отнеслись к Калуце. Его теории более 50 лет пролежали в забвении на пыльных полках истории математики. До 1980-х годов они казались лишь странным математическим казусом, пока Майкл Грин и Джон Шварц не показали, что теория суперструн способна объединить как гравитацию с электромагнетизмом, так и сильные и слабые взаимодействия. Эта теория оперирует 10-мерным пространством, притом что 6 «лишних» измерений считаются «свёрнутыми». Таким образом, теория Калуцы — Клейна заново возродилась. Эта судьба теории, сначала отвергнутой и высмеянной, а затем пересмотренной и возродившейся, была описана в исправленном издании книги «The New Ambidextrous Universe», написанной популяризатором науки Мартином Гарднером.